# Alopecocyon
Genre
Alopecocyon est un genre monotypique fossile de mammifères de la famille des Ailuridés et de la sous-famille des Simocyoninae.

## Liste d'espèces
Selon BioLib (8 mai 2019) et Paleobiology Database (8 mai 2019) :
- Alopecocyon leardi Camp, 1940 †